# Ablepharus darvazi
Espèce
Ablepharus darvazi est une espèce de sauriens de la famille des Scincidae.

## Répartition
Cette espèce est endémique du Tadjikistan.

## Étymologie
Cette espèce est nommée en référence au chaînon Darvaz.

## Publication originale
- Yeriomchenko & Panfilov, 1990 : Ablepharus darvazi sp. nov. - new species Ablepharus (Sauria, Scincidae) from Tadjikistan. Izvestiya Akademii Nauk Kirgizskoi Ssr Khimiko-Tekhnologicheskie Biologicheskie Nauki, vol. 1990, no 4, p. 56-63.